# (289586) Shackleton
(289586) Shackleton  es un asteroide perteneciente al cinturón de asteroides, descubierto el 30 de marzo de 2005 por Michel Ory desde el Observatorio Astronómico del Jura, en Suiza.

## Designación y nombre
Shackleton se designó inicialmente como 2005 FZ4.
Más adelante fue nombrado en honor al explorador antártico británico  Ernest Shackleton (1874-1922).

## Características orbitales
Shackleton orbita a una distancia media del Sol de 2,3729 ua, pudiendo acercarse hasta 2,0563 ua y alejarse hasta 2,6895 ua. Tiene una excentricidad de 0,1334 y una inclinación orbital de 2,1156° grados. Emplea en completar una órbita alrededor del Sol 1335 días.

## Características físicas
Su magnitud absoluta es 17,4.